# Adam Walker
Adam Walker (Pittsburgh, 7 giugno 1968) è un ex giocatore di football americano statunitense che ha militato nel ruolo di running back per cinque stagioni nella National Football League (NFL). Al college ha giocato a football all’Università di Pittsburgh.

## Carriera
Walker si unì ai San Francisco 49ers nel 1992 e rimase in California per quattro stagioni vincendo il Super Bowl XXIX nel 1994 battendo in finale i San Diego Chargers. L'ultima stagione della carriera la disputò nel 1996 coi Philadelphia Eagles scendendo in campo in 13 partite.

## Palmarès
- Super Bowl : 1

San Francisco 49ers: XXIX
- National Football Conference Championship: 1

San Francisco: 1994